# Église des Trois-Rois-Mages de Vrh Svetih Treh Kraljev
L'église des Trois-Rois-Mages (slovène : cerkev sv. Trije Kralji) est un édifice religieux catholique situé à Vrh Svetih Treh Kraljev (sl) (commune de Logatec), en Slovénie.

## Histoire
À l'origine d'architecture gothique, l'église est baroquisée en 1698. Au début du XVIIIe siècle, elle est équipée d'autels en pierre noire.